# Георги Чапкънов
 Тази статия е за българския скулптор.  За българския учител вижте Георги Чапкънов (учител).  
Георги Тодоров Чапкънов, известен като Чапа, е български скулптор, илюстратор и сценограф.

## Биография
Роден е на 24 януари 1943 г. във Вълчи дол, област Варна. Завършва Художествена гимназия в София и ВИИИ „Николай Павлович“ в София, специалност „Скулптура“. Специализира в Париж.
Георги Чапкънов е професор в Художествената академия, ръководител на Катедра „Художествена обработка на метал“.

## Творчество
Негови произведения са изложени в Ермитажа в Санкт Петербург, Пушкинския музей в Москва, Националната художествена галерия, Софийската градска художествена галерия, сградата на Международния олимпийски комитет в Лозана и др.
Съавтор е на герба на Република България (1997 г.); автор е на „Статуята на София“ в столицата (2000 г.). Автор е също на много монети и медали, правил е портрети на едни от най-известните личности на България.

## Признание и награди
Носител е на следните награди:
- на Съюза на българските художници (СБХ) за портрет (1969 г., 1982 г.),
- „Златен Езоп“ (1975 г.),
- „Марко Марков“ на Съюза на българските художници (СБХ) (1977 г., 1979 г., 1986 г.),
- на музея „Хаконе“ в Япония (1990 г.),
- за „съвършенство“ на музея „Хаконе“ (1991 г.),
- на триеналето на изящните изкуства в Ню Делхи (1991 г.),
- „Сулмона“ на президента на Италия (1993 г.)
- Гран При в Париж (2002 г.).

През 2011 г. става почетен гражданин на Силистра.
През 2015 г. е удостоен с орден „Св. св. Кирил и Методий“ с огърлие за особено значимите му заслуги в областта на културата и изкуството.
През 2020 г. излиза книгата „И Чапа създаде света. Истории за хора и статуи“ от Елена Кръстева, издадена от „Кръг“ и посветена на великите срещи в живота и изкуството на Георги Чапкънов. Сред героите по страниците са и Владимир Димитров – Майстора, Федерико Фелини, Константин Кисимов, Йордан Радичков, Радой Ралин и много други.

## Галерия
- Метална икона на Св. Никола. Стенли, Фолкландски острови
- Скулптура „Да разрушиш стената“, пред сградата на българското посолство в Берлин
- Статуята на „Света София“, София, 2000 г.
- „Хитър Петър“ пред Дома на хумора и сатирата
- Герб на Бургас, 1994 г.